# 弗斯曼 (印第安納州)
弗斯曼（英語：Foresman）是位於美國印地安納州牛頓縣的一個非建制地區。該地的面積和人口皆未知。

## 歷史
弗斯曼於1882年成立。